# Dreamcast Gamepad
Il Dreamcast Gamepad è il controller ufficiale della SEGA per il Dreamcast. È dotato di una croce direzionale standard ad otto direzioni ma anche di una levetta analogica per eseguire movimenti fluidi e realistici, i pulsanti di gioco sono quattro (A,B,X,Y) e sul lato superiore del controller ci sono due grilletti analogici extra. È presente anche un tasto “Start”. Questo gamepad è dotato di due slot per l'inserimento di vari tipi di periferiche esterne, come la VMU oppure il Jump Pack. Tuttavia, nonostante le sue proprietà, il Gamepad era relativamente grande per le mani di un giapponese medio.

## Caratteristiche tecniche
- Quattro pulsanti frontali (A,B,X,Y)
- Joystick analogico
- Controlli direzionali digitali
- 2 Grilletti (Trigger) analogici
- 2 Slot di espansione
- Compatibile con VMU, memory card per Dreamcast di ogni genere, microfono e Jump Pack

I comandi analogici (grilletti e joystick) sono realizzati con tecnologia ad effetto Hall, permettendo minori problemi di calibrazione e di deriva dei comandi